# فيكتور روسي
فيكتور روسي (بالإسبانية: Víctor Rossi)‏ هو سياسي أوروغواني، ولد في 10 أبريل 1943 في الأوروغواي. حزبياً، نشط في الجبهة العريضة ‏. وقد انتخب وزير المواصلات.